# Olga Delgrossi
Olga Del Grossi Sosa, conocida como Olga Delgrossi o la Dama del Tango (Tacuarembó, 12 de julio de 1932) es una cantante de tango uruguaya.

## Biografía
Llegada a Montevideo cuando todavía era una adolescente, en 1957 ingresó en la popular orquesta de Donato Racciatti, con quien grabó dos tangos que tuvieron mucha difusión también en la Argentina: Tu corazón y Hasta siempre amor. También cantó en Buenos Aires y en otros países. Desde 1980 integró el equipo de “Grandes valores del tango” en la televisión argentina. Se ha presentado en el Teatro Solís. Pertenece a la Iglesia Nueva Apostólica.
En 2015 Olga Delgrossi se encuentra entre los 12 artistas uruguayos en ser homenajeados por AGADU y el SODRE.

## Premios y galardones
- 2002, Premio Morosoli de Plata en música de tango.
- 2006, Premio Carlos Gardel de Oro, entregado por la Intendencia de Tacuarembó, Uruguay.
- 2011, placa conmemorativa en el Paseo de los Soles de la Peatonal Sarandí, Montevideo.[5]
- 2014, condecorada Ciudadana Ilustre de Montevideo.[6]
- 2017, Recibe el premio Gobbi de Oro en la ciudad de Buenos Aires Archivado el 1 de diciembre de 2017 en Wayback Machine.[7]